# مقبرة جبل صهيون
مقبرة جبل صهيون هي مقبرة مسيحية تاريخية، أقيمت عام 1848 على أراضي جبل صهيون في مدينة القدس، وتضم جثامين شخصيات بارزة عاشت في القرنين التاسع عشر والعشرين، كما كان أسقف القدس الأنجليكاني المطران «فائق إبراهيم حداد» أول مدير عربي في التاريخ للمقبرة.

## الموقع
تقع مقبرة جبل صهيون على المنحدر الجنوبي الغربي لجبل صهيون في مدينة القدس.

## اعتداء المستوطنين عليها
في أكتوبر 2013، تعرضت مقبرة جبل صهيون لأعمال تخريب واعتداء عليها من قبل مستوطنين إسرائيليين.
في 1 يناير 2023، تعرضت المقبرة من قبل مستوطنين إسرائيليين لتكسير صلبان وتخريب حوالي 30 قبر منها قبور تاريخية.

## معرض صور

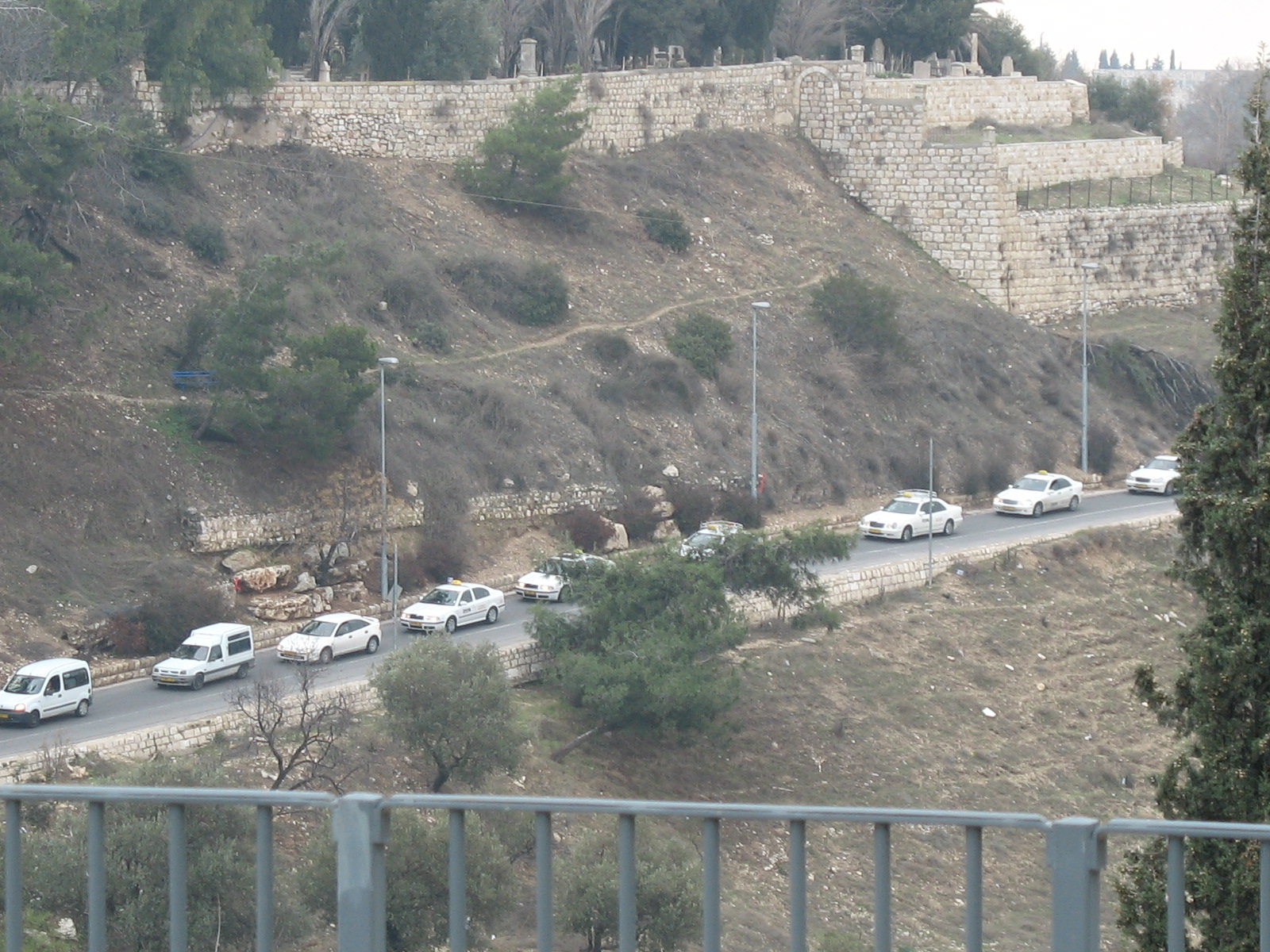
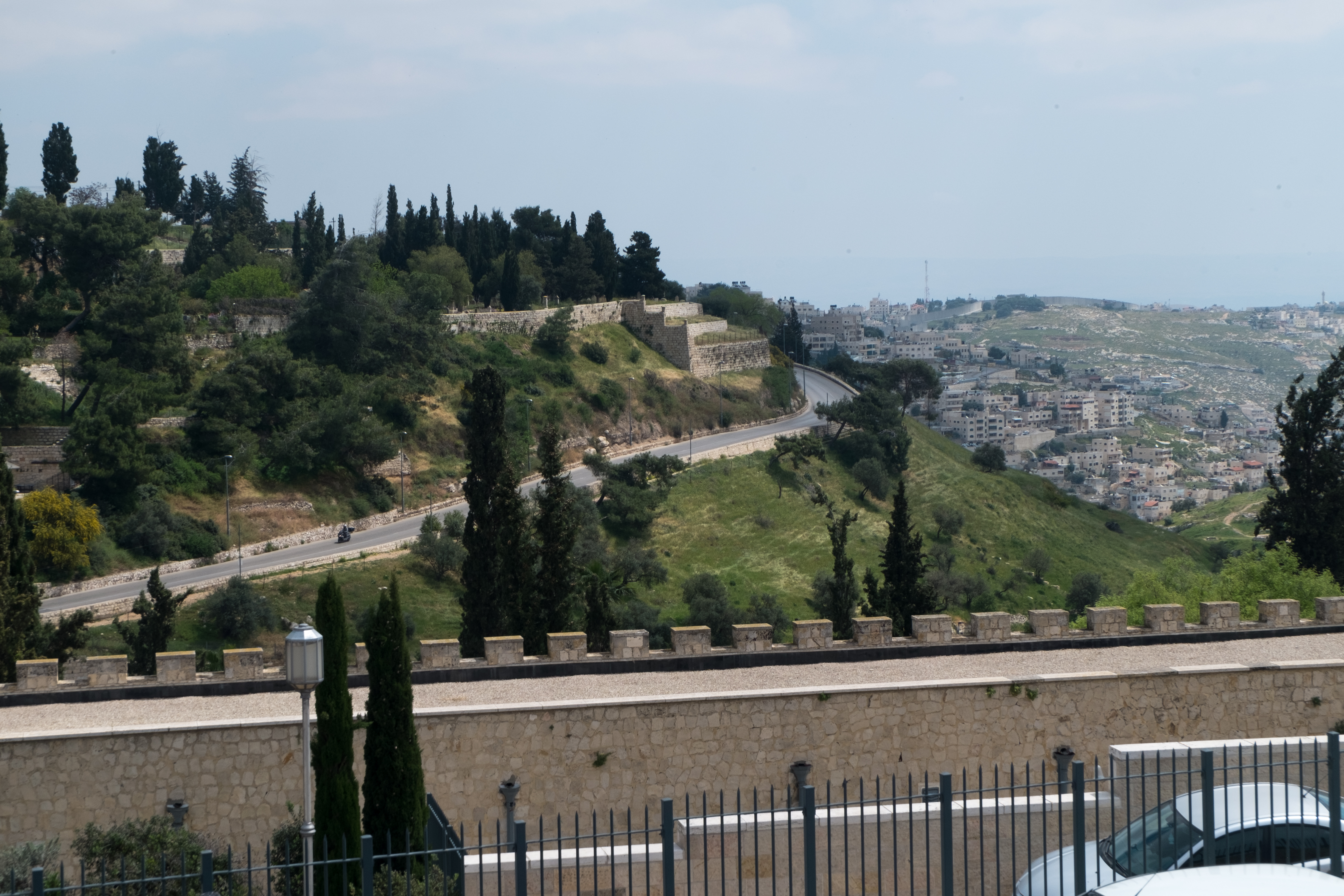

## مدفونون في المقبرة
- شيرين أبو عاقلة (1971–2022).[3][4]
- جورجيت رزق (1925–2018).[5]
- فلندرز بيتري (1853–1942).[6]
- أوسكار شيندلر (1908–1974).